# Liste von Persönlichkeiten der Stadt London (Ontario)
Diese Liste zählt Personen auf, die in der kanadischen Stadt London (Ontario) geboren wurden sowie solche, die in London gewirkt haben, dabei jedoch andernorts geboren wurden. Die Liste erhebt keinen Anspruch auf Vollständigkeit.

## Söhne und Töchter der Stadt

### Bis 1900

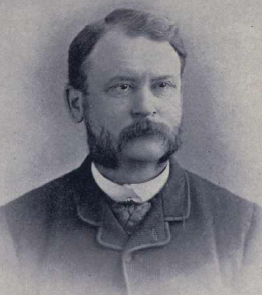
David Howard Harrison
(1843–1905)

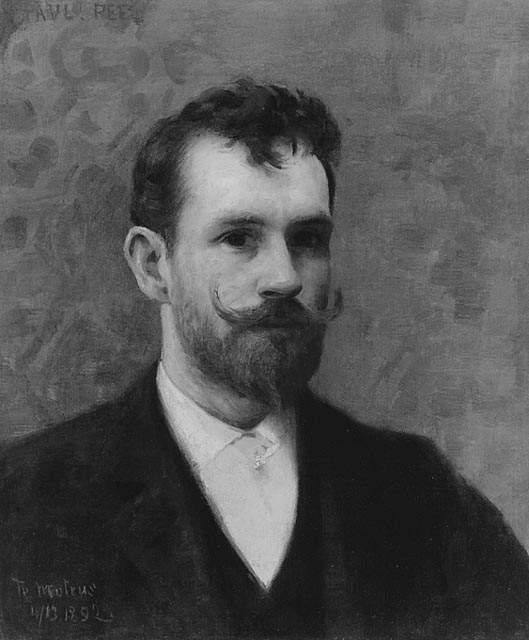
Paul Peel
(1860–1892)

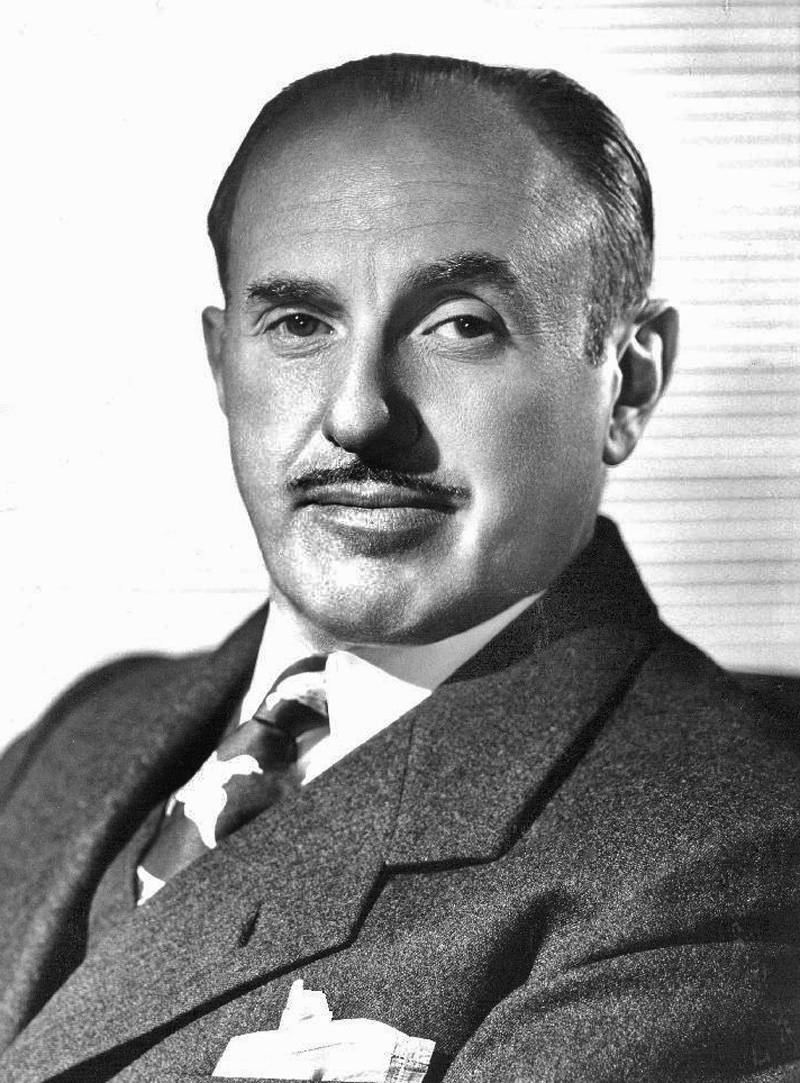
Jack L. Warner
(1892–1978)

- Nathaniel Orr (1822–1908), US-amerikanischer Xylograf
- David Howard Harrison (1843–1905), Politiker
- Charles Smith Hyman (1854–1926), Fabrikant, Tennisspieler und Politiker
- James Hamilton Ross (1856–1932), Politiker; Senator[1]
- Paul Peel (1860–1892), Maler
- Gordon Jennings Laing (1869–1945), US-amerikanischer klassischer Philologe
- Harry Puddicombe (1870–1953), Musikpädagoge und Komponist
- Frederick Albert Saunders (1875–1963), Physiker
- Craig Campbell (1878–1965), Sänger (Tenor)
- John S. Robertson (1878–1964), US-amerikanischer Filmregisseur
- Cora Tracey (1878–nach 1960), Sängerin
- Charles Christie (1880–1955), kanadisch-US-amerikanischer Unternehmer, Filmregisseur und Filmproduzent
- Al Christie (1881–1951), Regisseur, Filmproduzent und Drehbuchautor
- George MacKenzie Brewer (1889–1947), Organist, Pianist, Komponist und Musikpädagoge
- Gene Lockhart (1891–1957), Schauspieler
- Jack L. Warner (1892–1978), Filmproduzent, Mitgründer der Warner Bros.
- Harold Little (1893–1958), Ruderer

### 20. Jahrhundert

#### 1901–1950

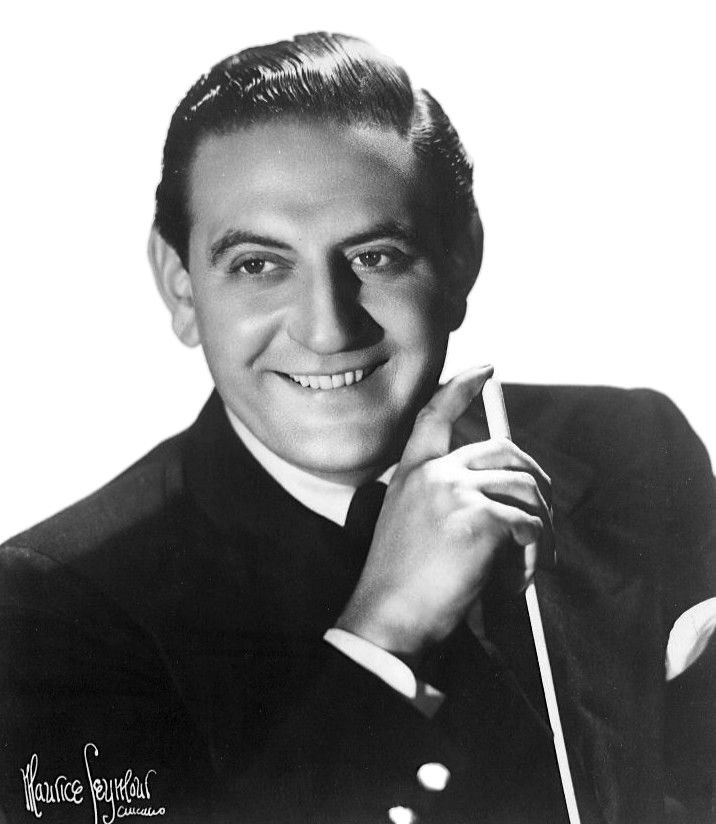
Guy Lombardo
(1902–1977)

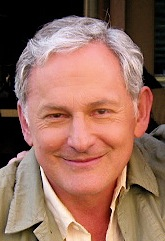
Victor Garber
(* 1949)

- Ernest White (1901–1980), Organist und Orgelbauer, Chorleiter und Musikpädagoge
- Vera Guilaroff (1902–1976), Pianistin und Komponistin
- Guy Lombardo (1902–1977), Big-Band-Leader und Violinist
- Helen Battle (1903–1994), Zoologin und Hochschullehrerin
- Carmen Lombardo (1903–1971), Komponist und Saxophonist
- Reginald Bedford (1909–1985), Pianist und Musikpädagoge
- Bert Niosi (1909–1987), Bandleader, Klarinettist, Saxophonist und Komponist
- John Wendell Holmes (1910–1988), Botschafter
- Hume Cronyn (1911–2003), Schauspieler
- Salli Terri (1922–1996), Sängerin und Gesangspädagogin
- John David Jackson (1925–2016), kanadisch-US-amerikanischer theoretischer Physiker
- Rowland Pack (1927–1964), Cellist, Organist und Chorleiter
- Gustav Ciamaga (1930–2011), Komponist
- Jack Chambers (1931–1978), Maler und Filmemacher
- Graeme Gibson (1934–2019), Ornithologe, Schriftsteller und Naturschützer
- Rob McConnell (1935–2010), Jazzmusiker
- Garnet Brooks (1937–2009), Sänger und Gesangspädagoge
- Tommy Hunter (* 1937), Country-Sänger
- Thomas Hockin (* 1938), Politikwissenschaftler, Hochschullehrer und Politiker
- Elaine Keillor (* 1939), Pianistin und Musikwissenschaftlerin
- Alexander K. Dewdney (1941–2024), Informatiker, Buchautor
- Robert C. Dynes (1942–2025), kanadisch-US-amerikanischer Physiker
- Frederick Bernard Henry (1943–2024), römisch-katholischer Bischof von Calgary
- Hugh C. Williams (* 1943), Mathematiker
- Doug Jarrett (1944–2014), Eishockeyspieler
- Walt McKechnie (* 1947), Eishockeyspieler
- Don Luce (* 1948), Eishockeyspieler und -trainer
- Pat O’Brien (* 1948), Politiker
- Thomas Waugh (* 1948), Autor und Filmwissenschaftler
- Victor Garber (* 1949), Schauspieler
- David Gilmour (* 1949), Schriftsteller und Filmkritiker
- Kate Nelligan (* 1950), Schauspielerin

#### 1951–1970

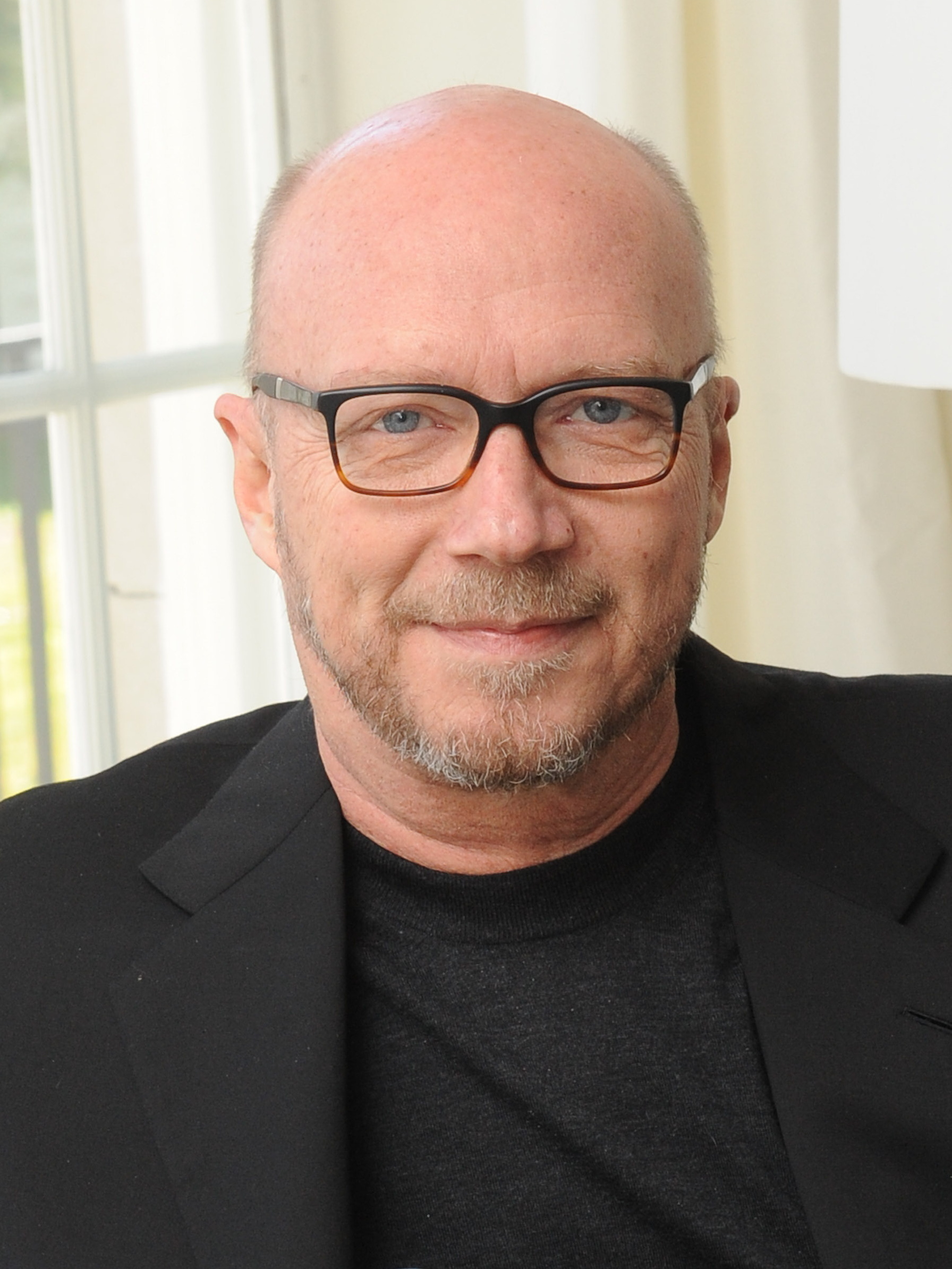
Paul Haggis
(* 1953)

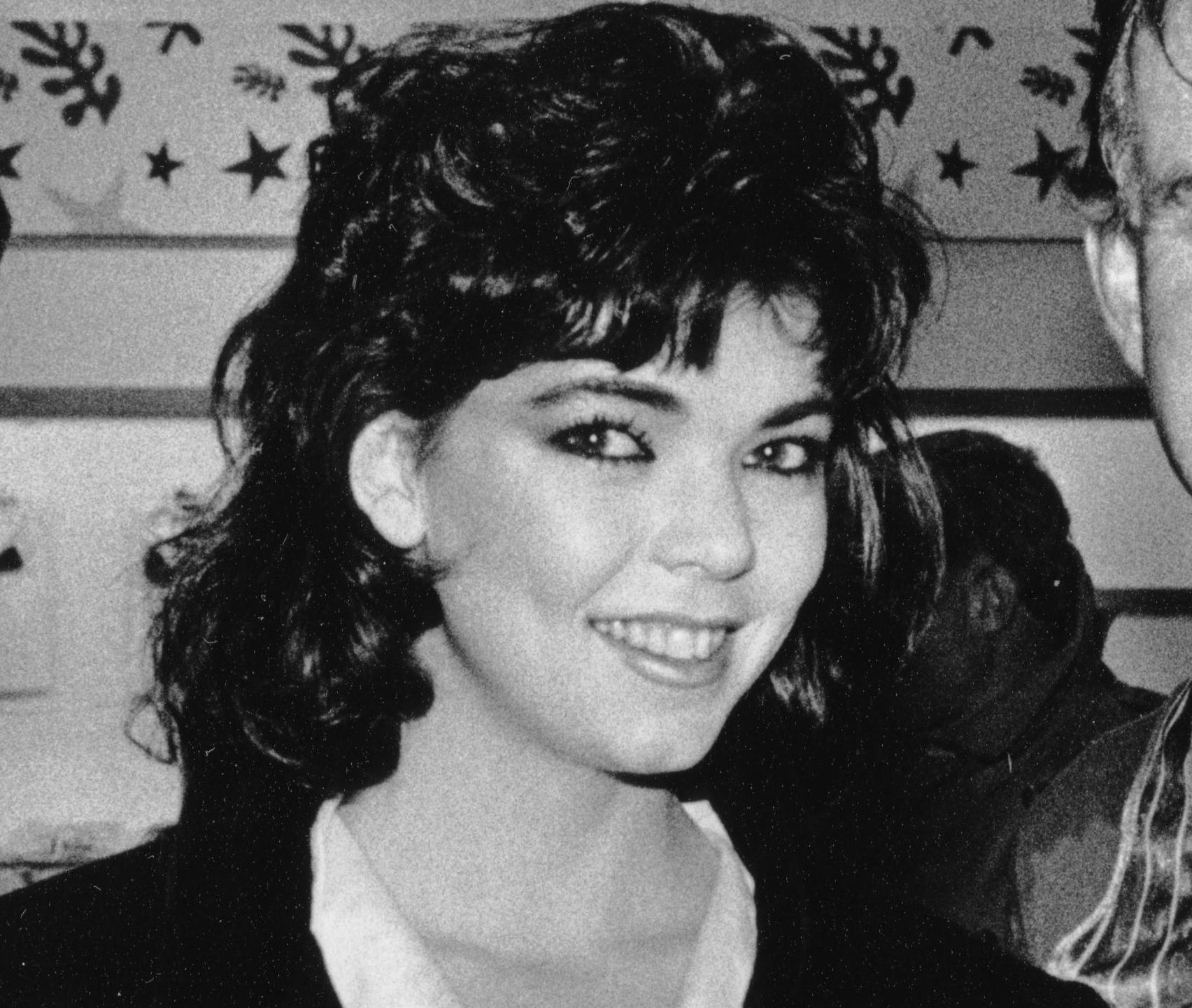
Lisa Howard
(* 1963)

- Christopher Dewdney (* 1951), Dichter und Schriftsteller
- Angela Coughlan (1952–2009), Schwimmerin
- William Kennedy (* 1952), Schwimmer
- Paul Haggis (* 1953), Drehbuchautor, Produzent und Filmregisseur
- Mike Boland (1954–2017), Eishockeyspieler
- Andy Spruce (* 1954), Eishockeyspieler und -trainer
- John Kapelos (* 1956), kanadisch-US-amerikanischer Schauspieler
- William Terrence McGrattan (* 1956), römisch-katholischer Bischof von Calgary
- Randy Neal (* 1956), Eishockeyspieler
- Craig MacTavish (* 1958), Eishockeyspieler, -trainer und -funktionär
- Brad Marsh (* 1958), Eishockeyspieler
- David Shore (* 1959), Filmproduzent, Drehbuchautor und Regisseur
- Lolita Davidovich (* 1961), Schauspielerin
- Will Kymlicka (* 1962), Politikwissenschaftler
- Michael McManus (* 1962), Schauspieler
- Michael Riley (* 1962), Schauspieler
- Thomas Bernauer (* 1963), schweizerisch-kanadischer Politikwissenschaftler
- Ken Hammond (* 1963), Eishockeyspieler
- Lisa Howard (* 1963), Schauspielerin
- Karen Elise Baldwin (* 1964), Schauspielerin und Miss Universe 1982[2]
- Diana Bentley (* 1965), Schauspielerin, Produzentin und Drehbuchautorin für Film und Theater
- Craig Billington (* 1966), Eishockeytorwart und -funktionär
- Judith A. Merkies (* 1966), niederländische Politikerin (PvdA), MdEP
- Joe Murphy (* 1967), Eishockeyspieler
- Craig Simpson (* 1967), Eishockeyspieler
- Jeff Hackett (* 1968), Eishockeytorwart
- Jim Long (* 1968), Dartspieler
- Trevor Morris (* 1970), Filmkomponist

#### 1971–1980
- Mike Craig (* 1971), Eishockeyspieler

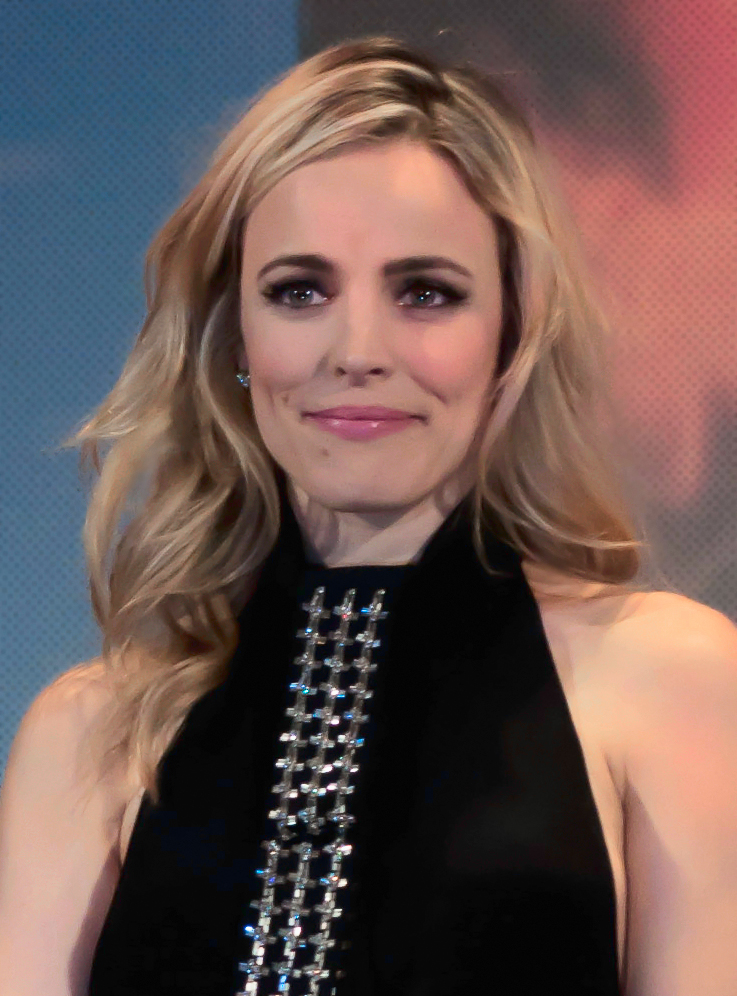
Rachel McAdams
(* 1978)

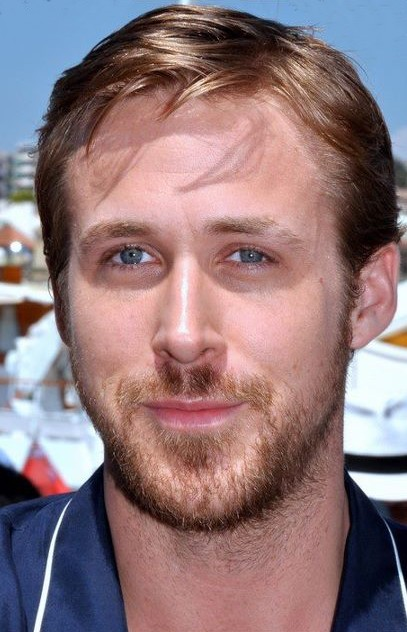
Ryan Gosling
(* 1980)

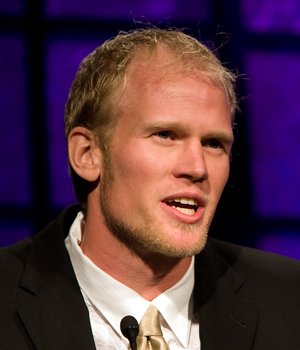
Adam Kreek
(* 1980)

- Ingrid Kavelaars (* 1971), Filmschauspielerin
- Sean Smith (* 1971), US-amerikanischer Freestyle-Skier
- Scott Thornton (* 1971), Eishockeyspieler
- Michael Dowse (* 1973), Filmregisseur
- Eric Lindros (* 1973), Eishockeyspieler
- Jon Beare (1974–2023), Leichtgewichts-Ruderer
- Robert Budreau (* 1974), Produzent, Regisseur und Drehbuchautor
- Trevor Gallant (* 1975), Eishockeyspieler
- Brett Lindros (* 1975), Eishockeyspieler
- Jason Tunks (* 1975), Diskuswerfer
- Walt McKechnie (* 1947), Eishockeyspieler
- Jeremy Hansen (* 1976), Astronaut
- Dwayne Hay (* 1977), Eishockeyspieler
- Caribou (* 1978), Electro-Musiker
- Steve Gallace (* 1978), italo-kanadischer Eishockeyspieler
- Rachel McAdams (* 1978), Schauspielerin
- Brian Willsie (* 1978), Eishockeyspieler
- Stephen Kramer Glickman (* 1979), US-amerikanischer Schauspieler und Stand-up-Comedian
- Bryan Lee O’Malley (* 1979), Cartoonist
- Joe Thornton (* 1979), Eishockeyspieler
- Mike Van Ryn (* 1979), Eishockeyspieler und -trainer
- Ryan Gosling (* 1980), Schauspieler
- Seamus Kotyk (* 1980), Eishockeytorwart und -trainer
- Adam Kreek (* 1980), Ruderer
- Luke Macfarlane (* 1980), Schauspieler
- Jolene Van Vugt (* 1980), Motocrossfahrerin
- Jason Williams (* 1980), Eishockeyspieler und -trainer

#### 1981–1990
- Steven Grayhm (* 1981), Schauspieler

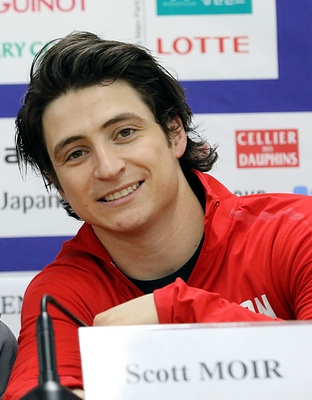
Scott Moir
(* 1987)

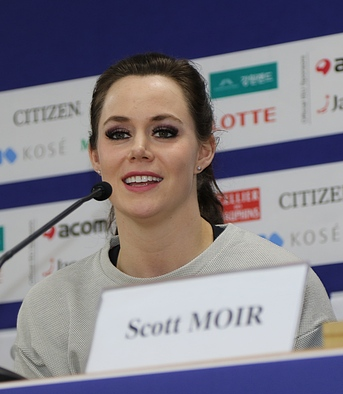
Tessa Virtue
(* 1989)

- Hilary Stellingwerff (* 1981), Mittelstreckenläuferin
- Charlie Stephens (* 1981), Eishockeyspieler
- Jessica Zelinka (* 1981), Siebenkämpferin
- David Duncan (* 1982), Freestyle-Skier
- Joe Bartoch (* 1983), Schwimmer[3]
- Gregory Campbell (* 1983), Eishockeyspieler und -trainer
- Cody McCormick (* 1983), Eishockeyspieler
- Curtis McElhinney (* 1983), Eishockeytorwart
- Brandon Prust (* 1984), Eishockeyspieler und -trainer
- Bryan Rodney (* 1984), Eishockeyspieler
- Jeff Carter (* 1985), Eishockeyspieler
- Eleanor Catton (* 1985), neuseeländische Schriftstellerin
- Tyler Hemming (* 1985), Fußballspieler
- Mark Mancari (* 1985), italo-kanadischer Eishockeyspieler
- Foluke Akinradewo (* 1987), US-amerikanische Volleyballspielerin
- Heather Bansley (* 1987), Beachvolleyballspielerin
- Scott Moir (* 1987), Eistänzer
- Brett MacLean (* 1988), Eishockeyspieler
- Amber Marshall (* 1988), Schauspielerin
- Jamie Robert MacQueen (* 1988), Eishockeyspieler
- Drew Doughty (* 1989), Eishockeyspieler
- Sam Gagner (* 1989), Eishockeyspieler
- Tessa Virtue (* 1989), Eistänzerin
- Damian Warner (* 1989), Zehnkämpfer
- Nazem Kadri (* 1990), Eishockeyspieler
- Alexander Kopacz (* 1990), Bobfahrer

#### 1991–2000
- Hilary Caldwell (* 1991), Schwimmerin
- Rob Flick (* 1991), Eishockeyspieler
- Shelina Zadorsky (* 1992), Fußballspielerin
- Dylan DeMelo (* 1993), Eishockeyspieler
- Boone Jenner (* 1993), Eishockeyspieler
- Andreas Athanasiou (* 1994), Eishockeyspieler
- Justin Bieber (* 1994), Pop- & R’n’B-Musiker
- Josh Brown (* 1994), Eishockeyspieler
- Michael Clarke (* 1994), Eishockeyspieler

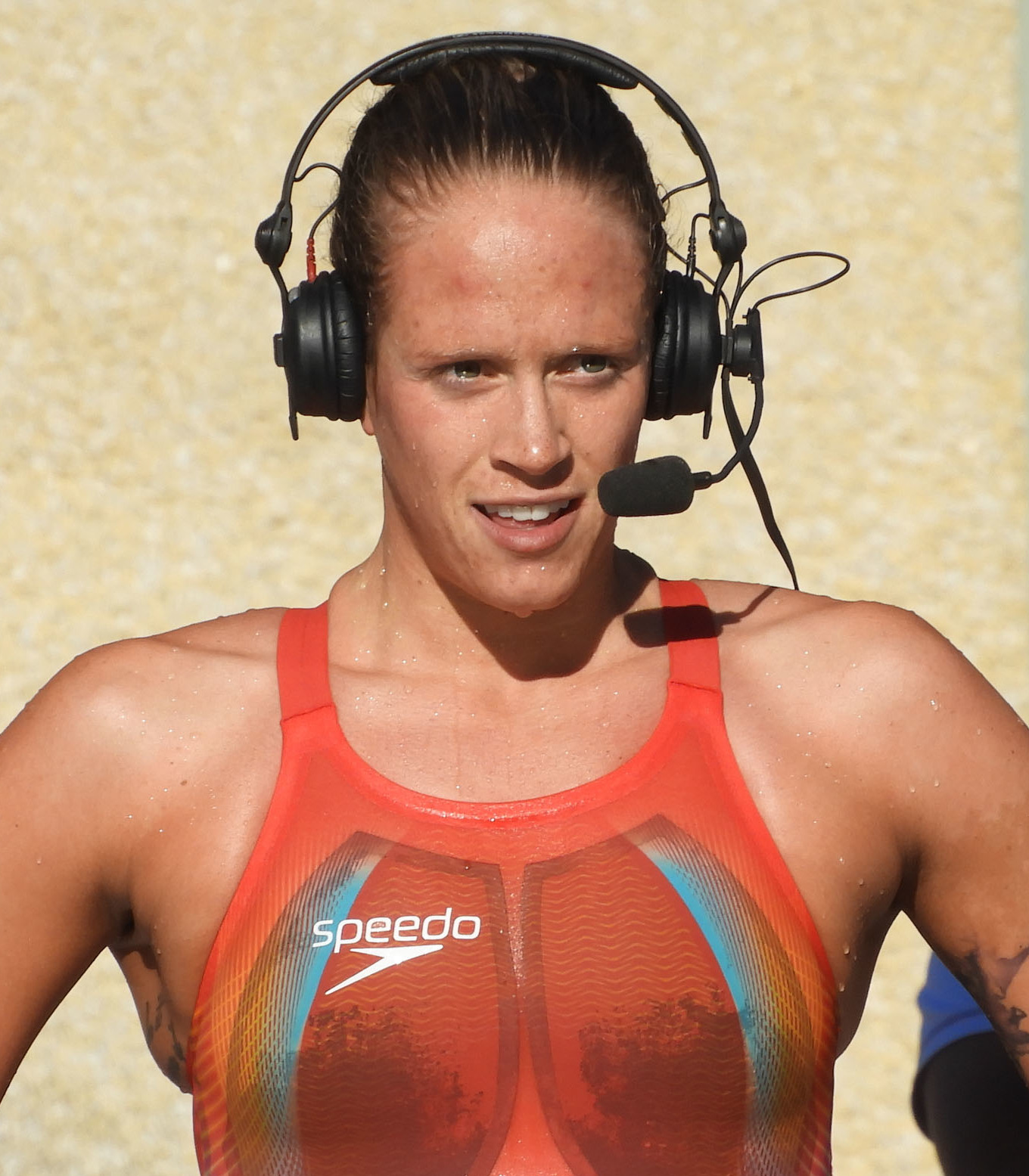
Hilary Caldwell
(* 1991)

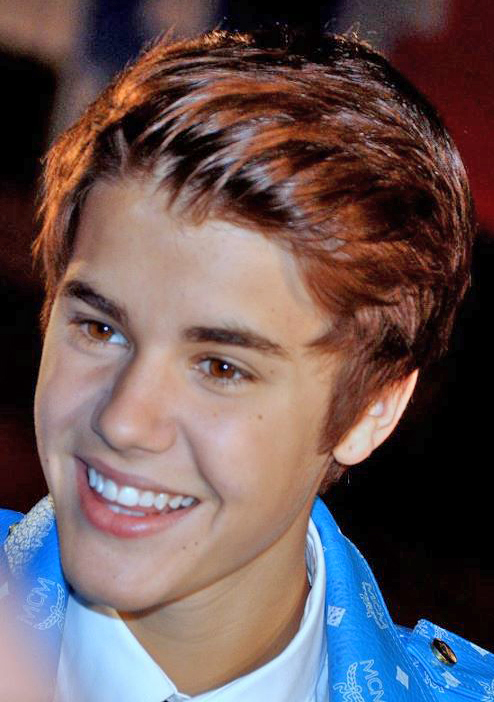
Justin Bieber
(* 1994)

- Alysha Newman (* 1994), Stabhochspringerin
- Gabriela DeBues-Stafford (* 1995), Mittelstreckenläuferin
- Bo Horvat (* 1995), Eishockeyspieler
- Travis Konecny (* 1997), Eishockeyspieler
- Jessie Fleming (* 1998), Fußballspielerin
- Lucia Stafford (* 1998), Mittelstreckenläuferin
- Belal Halbouni (* 1999), Fußballspieler
- Nick Suzuki (* 1999), Eishockeyspieler
- Nick Wammes (* 1999), Bahnradsportler

### 21. Jahrhundert
- Shaedon Sharpe (* 2003), Basketballspieler
- Kayla Cross (* 2005), Tennisspielerin

## Persönlichkeiten mit Bezug zur Stadt

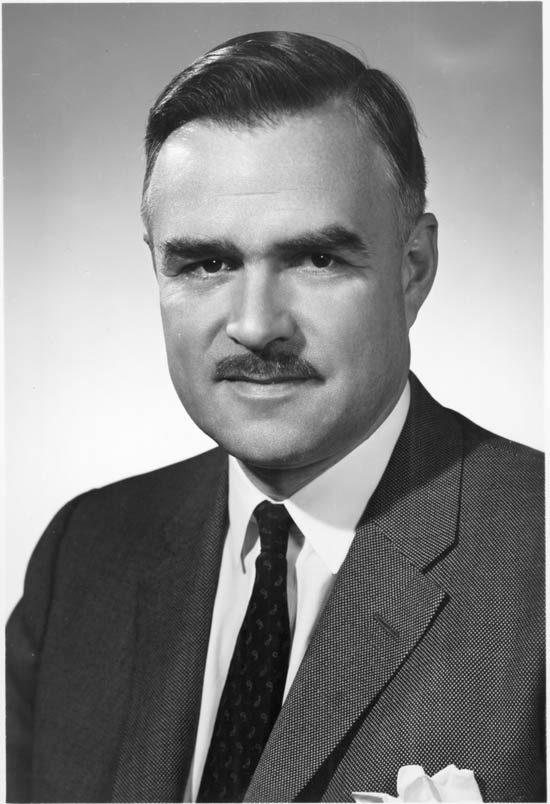
John Robarts
(1917–1982)

- Richard Maurice Bucke (1837–1902), Psychiater
- Frederick Banting (1891–1941), Chirurg und Physiologe
- John Robarts (1917–1982), Rechtsanwalt, Politiker und von 1961 bis 1971 Premierminister von Ontario
- John H. Chapman (1921–1979), Weltraumforscher
- Robert Haynes (1931–1998), Genetiker und Biophysiker
- Garth Hudson (1937–2025), Musiker
- John Philippe Rushton (1943–2012), britisch-kanadischer Psychologe
- Joan Barfoot (* 1946), Schriftstellerin und Journalistin
- Kelley Armstrong (* 1968), Fantasy-Autorin
- Warren Christie (* 1975), kanadischer Schauspieler britischer Herkunft
- Shad (* 1982), Rapper
- Christine Nesbitt (* 1985), Eisschnellläuferin
- Megan Park (* 1986), Schauspielerin und Sängerin

## Musikbands
- The Nihilist Spasm Band (gegründet 1965), Noiseband
- Thine Eyes Bleed (gegründet 2002), Melodic-Death-Metal-/Metalcore-Band
- Two Crown King (gegründet 2009), Rockband